# La Marche verte (film)
 (mai 2016).
Pour l’article homonyme, voir La Marche verte.
La Marche verte (المسيرة, Al Massira) est un film marocain, écrit et réalisé par Youssef Britel, produit par Entourage Production, sorti le 27 avril 2016 dans les salles marocaines.
Ce film reconstitue et revisite la Marche verte,  du 6 novembre 1975, à travers les regards de différents personnages, joués par Mourad Zaoui, Mohammed Choubi, Mohammed Khouyi, Nadia Niazi, Saadia Azgoun, Driss Roukhe.
Le film a été dévoilé lors d'une projection privée organisée à Laâyoune le 7 novembre 2015 à, l’occasion du 40e anniversaire de la Marche verte. Il a également été diffusé hors-compétition lors de l’édition 2015 du Festival international du film de Marrakech et du Festival national du film de Tanger.

## Synopsis
350 000 histoires qui n'en font plus qu’une, 350 000 destins et 350 000 qui ont marché pour le futur d’une nation entière. Telle est l’histoire de la marche verte, une marche pacifique pour reprendre une terre marocaine légitime, la réponse unanime d'un peuple à l’appel de son Roi.
Le film « Al Massira, La Marche Verte » nous conte l'histoire de Massira, femme née le jour de cet évènement historique. Il raconte comment sa mère, Zhor, a risqué sa vie pour donner la vie sur les terres de son défunt mari, dans les dunes occupées du Sahara marocain.
Massira naît le même jour où le Sahara marocain retrouve sa liberté. Son histoire se mêle avec celle de ceux et celles qui marchent, des personnes qui se croisent et dont les destins se complètent pour une seule et unique aspiration; apporter leur pierre à l'édifice de l’intégrité territoriale et du Maroc moderne.
Ali, petit voyou des bidonvilles, a choisi de marcher pour avoir une nouvelle chance, voir la vie d'un œil nouveau et se définir en tant que marocain. Il marche pour laisser derrière lui une vie d’opportunisme, pour devenir un homme capable de tout faire pour la juste cause.
Mohammed et Youssef sont frères et ont choisi de marcher pour une tout autre cause. Youssef est mourant, la marche est pour lui la dernière opportunité de se rapprocher de son frère aîné et d'accomplir un ultime acte citoyen et humain.
Zhor croisera également, une jeune Espagnole venue dénoncer l'infamie du colonialisme et les atrocités de Franco…

## Fiche technique
- Titre original : المسيرة (Al Massira)
- Titre français : La Marche verte
- Réalisation : Youssef Britel
- Scénario : David Villemin, Youssef Britel
- Direction de la photographie : Luca Coassin
- Ingénieur son : Karim Ronda
- Montage : Virginie Seguin
- Musique : Mohammed Oussama
- Production : Othmane Benzakour, Mehdi Belhaj
- Sociétés de production : Entourage Production
- Sociétés de distribution : Canal 4 (Maroc)
- Pays d'origine :  Maroc
- Langue originale : arabe
- Genre : historique, drame, tranches de vie
- Durée : 90 minutes
- Date de sortie : 
  - Maroc : 27 avril 2016
- Format d'image : 2.35:1

## Distribution
- Zineb Triki : Massira
- Mourad Zaoui : Ali
- Rachid El Ouali : Le caïd
- Driss Roukhe : Driss
- Ghalia Benzaouia : Short
- Said Bey : Azzedine

## Genèse du projet
En 2012, Othmane Benzakour évoque auprès de Youssef Britel son idée de produire un film sur La Marche Verte, celui-ci lui réplique qu'il a déjà écrit un scénario car il y pense depuis des années. Peu de temps après, Othmane Benzakour reçoit un appel de félicitations pour un de ses films de la part du producteur Mehdi Belhaj, ce dernier profitant de cette conversation pour faire part de son envie de produire un film patriotique marocain. Tous les trois se réunissent et delà à débuter l'aventure de Al Massira.
Produit uniquement par Othmane Benzakour, le teaser Le Serment de la Marche a été lancé en janvier 2013, avec presque la totalité du casting du film.

## Production
Le projet nécessite une phase préparatoire de 18 mois en équipe réduite et 6 semaines en effectif complet. Les scènes se tournèrent entre le 27 juillet et le 20 septembre 2015, soit durant 7 semaines, mais débutèrent en même temps que la post-production, qui nécessita 12 semaines.
Le tournage a eu besoin de deux équipes composées de 187 techniciens, les 1 280 acteurs et figurants reconstituant parfaitement les 350 000 participants de cet événement historique. 
Le film est filmé en numérique à l'aide de caméras Arri Alexa et Red epic Dragon.